# Энгвиллер (кантон Саверн)
Энгвиллер (фр. Hengwiller) — коммуна на северо-востоке Франции в регионе Гранд-Эст (бывший Эльзас — Шампань — Арденны — Лотарингия), департамент Нижний Рейн, округ Саверн, кантон Саверн. До марта 2015 года коммуна административно входила в состав упразднённого кантона Мармутье (округ Саверн).
Площадь коммуны — 2,15 км², население — 174 человека (2006) с тенденцией к росту: 183 человека (2013), плотность населения — 85,1 чел/км².

## Население
Население коммуны в 2011 году составляло 182 человека, в 2012 году — 181 человек, а в 2013-м — 183 человека.
| 1962 | 1968 | 1975 | 1982 | 1990 | 1999 | 2006 | 2008 | 2011 | 2012 | 2013 |
| ---- | ---- | ---- | ---- | ---- | ---- | ---- | ---- | ---- | ---- | ---- |
| 108  | 98   | 88   | 93   | 107  | 167  | 174  | 176  | 182  | 181  | 183  |

Динамика населения:

## Экономика
В 2010 году из 121 человек трудоспособного возраста (от 15 до 64 лет) 89 были экономически активными, 32 — неактивными (показатель активности 73,6 %, в 1999 году — 72,6 %). Из 89 активных трудоспособных жителей работали 85 человек (50 мужчин и 35 женщин), 4 числились безработными (двое мужчин и две женщины). Среди 32 трудоспособных неактивных граждан 8 были учениками либо студентами, 18 — пенсионерами, а ещё 6 — были неактивны в силу других причин.